# Sindromi periodiche associate alla criopirina
Le sindromi periodiche associate alla criopirina (acronimo inglese CAPS) sono un gruppo di malattie autoinfiammatorie molto rare, genetiche e potenzialmente letali, con sintomi debilitanti. Il difetto che sta alla base della patologia è stato identificato nella mutazione del gene NLRP3, presente sul cromosoma 1q44, che codifica per una proteina di nome criopirina (conosciuta anche come NALP-3), coinvolta nei meccanismi dell'apoptosi e dell'inflammasoma.
Esistono tre forme riconosciute di CAPS, in ordine di gravità crescente:
- la sindrome autoinfiammatoria familiare da freddo (acronimo inglese FCAS), nota anche come sindrome da orticaria familiare da freddo;
- la sindrome di Muckle-Wells (acronimo inglese MWS);
- la malattia infiammatoria multisistemica ad esordio neonatale (acronimo inglese NOMID), nota anche come sindrome cronica infantile neurologica cutanea articolare (acronimo inglese CINCA).[3]

Originariamente pensate come entità distinte,in realtà condividono una singola mutazione genetica e una via patogenica con la cheratoendoteliite fugax ereditaria in cui i sintomi autoinfiammatori interessano solo il segmento anteriore dell'occhio.
A causa della rarità delle CAPS e alla similarità di alcuni sintomi con altre malattie, sono spesso sottodiagnosticate ed erroneamente diagnosticate.
Le forme più gravi di CAPS possono essere potenzialmente letali. Circa un quarto dei malati sviluppa una malattia denominata amiloidosi, in cui l'accumulo di proteine può causare la compromissione di organi vitali, con conseguente insufficienza renale e in alcuni casi la morte.
Le CAPS dipendono da una mutazione genetica e sono caratterizzate dalla sovrapproduzione di interleuchina 1-β (IL-1β), una citochina che svolge un ruolo cardine nel determinare l'infiammazione e la distruzione dei tessuti.
La CAPS può essere scoperta da un semplice quadro di orticaria, che però viene spesso diagnosticata e confusa come una malattia della pelle e non come sindrome associata alla criopirina.

## Segni e Sintomi
Le sindromi all'interno delle CAPS si sovrappongono clinicamente e i pazienti possono avere caratteristiche di più di un disturbo. In una coorte retrospettiva di 136 pazienti con CAPS con coinvolgimento sistemico da 16 paesi,le caratteristiche cliniche più diffuse sono la febbre (84% dei casi, spesso con sintomi costituzionali concomitanti come affaticamento, malessere, disturbi dell'umore o insuccesso), eruzione cutanea (rash orticario o maculopapulare, 97% dei casi) specialmente dopo esposizione a freddo e coinvolgimento muscoloscheletrico (mialgia, artralgia e / o artrite, o meno comunemente contrattura articolare, crescita eccessiva della rotula, deformità ossea, erosione ossea e / o osteolitica lesione: 86% dei casi). Coinvolgimento oftalmologico (congiuntivite e / o uveite, o meno comunemente atrofia del nervo ottico, cataratta, glaucoma o ipovisione, 71% dei casi), perdita dell'udito neurosensoriale (42% dei casi. Nella sindrome di Muckle-Wells e nella NOMID la perdita dell'udito compare nel 90% dei casi), coinvolgimento neurologico (cefalea mattutina, papilledema e / o meningite, o meno comunemente convulsioni 40% dei casi) e amiloidosi AA (4% dei casi).

## Diagnosi
Non ci sono i criteri clinici o diagnostici per CAPS. la diagnosi è  effettuata tramite test genetici per mutazioni NLRP3.
Tuttavia un certo numero di pazienti, a causa di diversi fattori, risulta negativo ai classi test genetici.

## Terapia
In passato la terapia delle CAPS si basava sulla somministrazione di alte dosi di Corticosteroidi (antinfiammatori cortisonici).
Attualmente esistono due specifici anticorpo monoclonale, il canakinumab, che inibisce l'azione dell'interleuchina 1-beta e il Kineret (Anakinra), un inibitore del recettore dell'Interleuchina 1.